# Fluorímetro

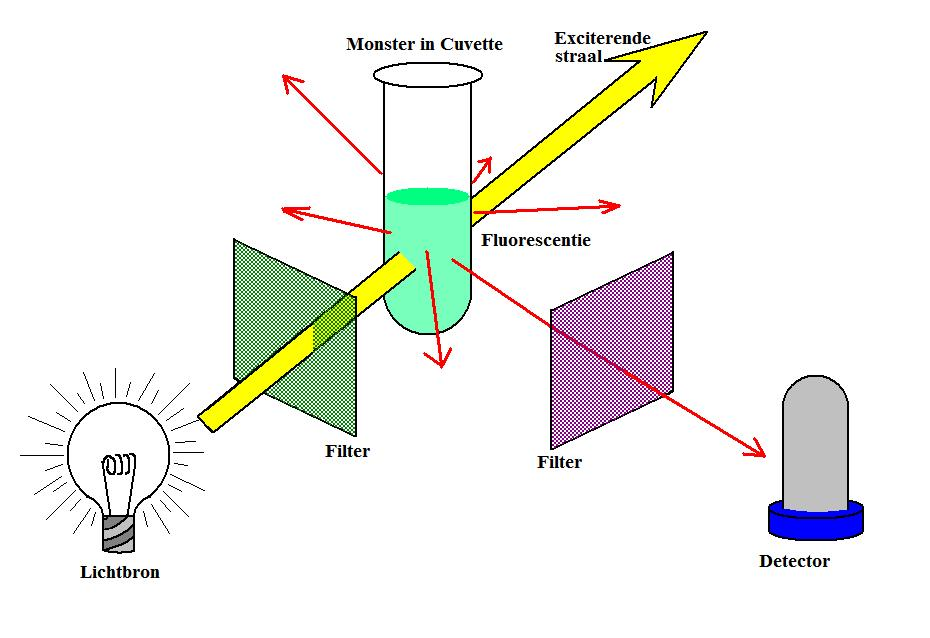
Esquema general de un fluorímetro

Un fluorímetro es un dispositivo de laboratorio utilizado para medir los parámetros de la fluorescencia:  su intensidad y la distribución de longitudes de onda del espectro de emisión después de la excitación por un cierto espectro de luz.  Estos parámetros se utilizan para identificar la presencia y la cantidad de ciertas moléculas específicas en un medio. Los fluorímetros modernos son capaces de detectar concentraciones de moléculas fluorescentes tan bajas como 1 parte por billón.
El análisis mediante la fluorescencia puede ser varios órdenes de magnitud más sensible que otras técnicas. Sus campos de aplicación incluyen química, bioquímica, medicina y vigilancia del medio ambiente. Por ejemplo, se utiliza para medir la fluorescencia de la clorofila y así investigar la fisiología vegetal.

## Tipos de fluorímetro
- Fluorímetro de filtro
- Espectrofluorímetro